# Mario Ančić
Mario Ančić (Split, 30 de marzo de 1984) es un doctor en derecho y exjugador profesional de tenis croata. Llegó a ser el n.º 7 del ranking ATP. La prensa lo apodó Super Mario.
En su debut en Wimbledon en 2002, derrotó al noveno preclasificado Roger Federer, convirtiéndose así en el primer adolescente en triunfar en el Court Central en su primer partido, desde que Björn Borg lo lograra.
Fue el tenista que "retiró" a Marcelo Ríos al derrotarlo en primera ronda del torneo de Roland Garros 2003.
Otro punto alto de su carrera se produjo en 2004, cuando alcanzó las semifinales de Wimbledon, y cayó en esa instancia ante Andy Roddick.
En 2005 logró su primer título de ATP en Bolduque y sería uno de los pilares, junto a Ivan Ljubičić, para que Croacia conquistara su primera Copa Davis. Formó un dobles imbatible junto a Ivan Ljubičić ganando en las 4 series y en singles alcanzó 4 derrotas y 2 victorias, incluido el punto decisivo ante Eslovaquia en el quinto partido frente a Michal Mertiňák que significaría la ensaladera de plata para Croacia.
En 2006 lograría buenas actuaciones (alcanzando cuartos de final en Roland Garros y Wimbledon) por lo que llegaría por primera vez a ocupar un puesto entre los top 10 del mundo del tenis, llegando hasta el puesto N.º 7. Ha ganado además los torneos de Bolduque y San Petersburgo.
El 21 de febrero de 2011 anunció su retirada del tenis profesional, ya que en 2007 se le había diagnosticado mononucleosis, la cual lo dejó fuera de las canchas por medio año. En mayo de 2015 se doctoró en derecho por la Universidad de Columbia.

## Títulos (8; 3+5)

### Individuales (3)
| Leyenda                                                  |
| Grand Slam (0)                                           |
| ATP Wourld Tour Final (0)                                |
| ATP Masters 1000 (0)                                     |
| ATP World Tour 500 series (0)                            |
| ATP International Series / ATP World Tour 250 series (3) |

| N.º | Fecha                 | Torneo           | Superficie | Oponente en la final | Resultado   |
| --- | --------------------- | ---------------- | ---------- | -------------------- | ----------- |
| 1.  | 13 de junio de 2005   | 's-Hertogenbosch | Césped     | Michael Llodra       | 7-5 6-4     |
| 2.  | 19 de junio de 2006   | 's-Hertogenbosch | Césped     | Jan Hernych          | 6-0 5-7 7-5 |
| 3.  | 23 de octubre de 2006 | San Petersburgo  | Moqueta    | Thomas Johansson     | 7-5 7-6(2)  |

### Finalista en individuales (8)
| Leyenda                                                       |
| Grand Slam (0)                                                |
| ATP Wourld Tour Final (0)                                     |
| ATP Masters 1000 (0)                                          |
| ATP World Tour 500 series / ATP International Series Gold (1) |
| ATP International Series / ATP World Tour 250 series (7)      |

| n.º | Fecha                    | Torneo     | Superficie  | Oponente en la final | Resultado          |
| --- | ------------------------ | ---------- | ----------- | -------------------- | ------------------ |
| 1.  | 9 de febrero de 2004     | Milán      | Carpeta (i) | Antony Dupuis        | 4-6 7-6(12) 6-7(5) |
| 2.  | 21 de febrero de 2005    | Scottsdale | Dura        | Wayne Arthurs        | 5-7 3-6            |
| 3.  | 3 de octubre de 2005     | Tokio      | Dura        | Wesley Moodie        | 6-1 6-7(7) 4-6     |
| 4.  | 9 de enero de 2006       | Auckland   | Dura        | Jarkko Nieminen      | 6-2 6-2            |
| 5.  | 13 de febrero de 2006    | Marsella   | Dura (i)    | Arnaud Clément       | 4-6 2-6            |
| 6.  | 11 de septiembre de 2006 | Pekín      | Dura        | Marcos Baghdatis     | 4-6 0-6            |
| 7.  | 11 de febrero de 2008    | Marsella   | Dura (i)    | Andy Murray          | 3-6 4-6            |
| 8.  | 2 de febrero de 2009     | Zagreb     | Carpeta     | Marin Čilić          | 3-6 4-6            |

### Dobles (5)
| Leyenda                |
| Grand Slam (0)         |
| Tennis Masters Cup (0) |
| ATP Masters Series (0) |
| ATP Tour (5)           |

| N.º | Fecha                    | Torneo           | Superficie    | Pareja          | Oponentes en la final          | Resultado       |
| --- | ------------------------ | ---------------- | ------------- | --------------- | ------------------------------ | --------------- |
| 1.  | 23 de julio de 2003      | Indianápolis     | Dura          | Andy Ram        | Diego Ayala Robby Ginepri      | 2-6 7-6(3) 7-5  |
| 2.  | 25 de abril de 2005      | Múnich           | Tierra batida | Julian Knowle   | Florian Mayer Alexander Waske  | 6-3 1-6 6-3     |
| 3.  | 11 de septiembre de 2006 | Pekín            | Dura          | Mahesh Bhupathi | Michael Berrer Kenneth Carlsen | 6-4 6-3         |
| 4.  | 25 de septiembre de 2006 | Mumbai           | Dura          | Mahesh Bhupathi | Rohan Bopanna Mustafa Ghouse   | 6-4 6-7(6) 10-8 |
| 5.  | 21 de junio de 2008      | 's-Hertogenbosch | Césped        | Jürgen Melzer   | Mahesh Bhupathi Leander Paes   | 7-6(5) 6-3      |

### Clasificación en torneos del Grand Slam
| Torneo          | 2009 | 2008 | 2007 | 2006 | 2005 | 2004 | 2003 | 2002 | Títulos |
| --------------- | ---- | ---- | ---- | ---- | ---- | ---- | ---- | ---- | ------- |
| Australian Open | 3R   | -    | 4R   | 3R   | 3R   | 3R   | 4R   | -    | 0       |
| Roland Garros   |      | 3R   | -    | CF   | 3R   | 3R   | 2R   | -    | 0       |
| Wimbledon       |      | CF   | -    | CF   | 4R   | SF   | 1R   | 2R   | 0       |
| US Open         |      | -    | -    | -    | 2R   | 1R   | 1R   | 1R   | 0       |

### Challengers (4)
| N.º | Fecha                   | Torneo   | Superficie | Oponente en la final | Resultado      |
| --- | ----------------------- | -------- | ---------- | -------------------- | -------------- |
| 1.  | 4 de febrero de 2002    | Belgrado | Dura       | Nenad Zimonjić       | 6-2 6-3        |
| 2.  | 18 de noviembre de 2002 | Praga-2  | Moqueta    | Jérôme Golmard       | 6-1 6-1        |
| 3.  | 25 de noviembre de 2002 | Milán    | Moqueta    | Gregory Carraz       | 4-6 6-3 7-6(8) |
| 4.  | 27 de enero de 2003     | Hamburgo | Moqueta    | Rafael Nadal         | 6-2 6-3        |